# غونغون (كوكب قزم)
غونغون هو كوكب قزم، وأحد أجرام القرص المتفرق الموجود وراء مدار نبتون. يتمتع غونغون بمدار شديد الميلان والاختلاف المركزي، إذ يتراوح بعده عن الشمس بين 34 و101 وحدة فلكية (5.1 و15.1 مليار كيلومتر، 3.2 و9.4 مليار ميل). اعتبارًا من عام 2019، يبعد غونغون عن الشمس 88 وحدة فلكية (13 مليار كيلومتر، 8.2 مليار ميل)، وهو سادس أبعد جرم معروف في النظام الشمسي. يتمتع غونغون بصدى مداري بنسبة 3:10 مع نبتون، ما يعني أنه يكمل ثلاث دورات حول الشمس لكل عشرة دورات لنبتون. اكتُشف غونغون في يوليو 2007 من قبل علماء الفلك الأمريكيين ميغان شوامب ومايكل براون وديفيد رابينوفيتز في مرصد بالومار، وأُعلن عن الاكتشاف في يناير 2009.
يبلغ قطر غونغون نحو 1230 كيلومتر (760 ميل)، ويعادل حجمه حجم قمر بلوتو شارون، وهو خامس أكبر جرم وراء نبتوني معروف. قد تكون كتلته كافيةً ليكون دائري الشكل ما يعني إمكانية تصنيفه كوكبًا قزمًا. قد تسمح له كتلته الكبيرة بالحفاظ على غلاف جوي رقيق مكون من الميثان، على الرغم من أن هذا الغلاف الجوي سوف يتسرب ببطء إلى الفضاء. سُمي هذا الجرم على اسم الإله غونغون، إله الماء الصيني المسؤول عن الفوضى والفيضانات وميل الأرض. اختير الاسم من قِبل مكتشفيه في عام 2019، عندما نشروا استطلاعًا عامًا عبر الإنترنت للمساعدة في اختيار اسم للجرم، وبالنهاية وقع الاختيار على اسم غونغون.
يتمتع غونغون بلون أحمر، ويرجع ذلك على الأرجح إلى وجود مركبات عضوية تسمى الثولين على سطحه. يوجد جليد مائي على سطحه أيضًا، ما يشير إلى اختباره فترةً وجيزة من النشاط البركاني في الماضي البعيد. يتمتع غونغون بفترة مدارية تساوي 22 ساعة تقريبًا، ما يعني أنه يدور ببطء مقارنة بالأجرام الوراء نبتونية الأخرى، والتي عادةً ما تتمتع بفترات مدارية أقل من 12 ساعة. قد يكون الدوران البطيء لغونغون ناتجًا عن قوى المد والجزر من قمره، المُسمى شيانغليو.
| في 774104 | 103  | —    | —      | 24   | 4    |
| إريس | 96.2 | 37.8 | 97.6   | 18.7 | -1.1 |
| 2014 UZ224 | 91.4 | 38.0 | 179.8  | 23.2 | 3.5  |
| OR10 | 87.7 | 33.0 | 100.8  | 21.7 | 1.8  |
| 2013 FS28 | 85.5 | 34.6 | 347.6  | 24.5 | 4.9  |
| سدنا 90377 | 85.5 | 76.0 | 939    | 21.0 | 1.5  |
| 2014 FC69 | 84.4 | 40.3 | 106.9  | 24.1 | 4.6  |
| 2006 QH181 | 83.6 | 37.8 | 96.7   | 23.6 | 4.3  |
| 2012 VP113 | 83.5 | 80.5 | 438    | 23.4 | 4.0  |
| 2013 FY27 | 80.2 | 36.1 | 81.8   | 22.1 | 3.0  |
| 2010 GB174 | 71.3 | 48.7 | 693    | 25.1 | 6.5  |
| 2014 FJ72 | 70.7 | 38.7 | 152.2  | 24.2 | 5.6  |
| 2012 FH84 | 68.6 | 45.8 | 80.6   | 25.7 | 7.3  |
| 2015 GP50 | 68.0 | 35.9 | 89.1   | 24.8 | 6.5  |
| 2015 GR50 | 67.8 | 35.6 | 78.6   | 25.1 | 6.7  |
| 2013 FQ28 | 67.5 | 48.7 | 80.6   | 24.4 | 6.0  |
| 2013 UJ15 | 64.9 | 36.3 | 69.2   | 25.2 | 7.0  |
| 2011 GM89 | 64.2 | 37.2 | 68.8   | 25.6 | 7.1  |
| 2014 FL72 | 63.9 | 38.2 | 170.4  | 25.0 | 6.8  |
| 2015 RR245 | 63.8 | 33.7 | 129.2  | 22.1 | 3.9  |
| 2014 SG350 | 63.0 | 39.9 | 63.9   | 24.8 | 6.8  |
| 2013 AT183 | 62.2 | 36.0 | 88.1   | 22.0 | 4.7  |
| 2014 SU349 | 62.2 | 30.8 | 109.8  | 25.0 | 7.0  |
| 2014 SV349 | 62.1 | 34.2 | 89.0   | 23.0 | 5.0  |
| 2014 FE72 | 61.6 | 36.3 | 4274.0 | 24.1 | 6.1  |
| 1482092000 CR | 61.0 | 44.3 | 412    | 23.9 | 6.3  |
| 2008 ST291 | 60.3 | 42.4 | 154.5  | 22.2 | 4.2  |
| 2013 SY99 | 60.2 | 49.9 | 1301.4 | 24.5 | 6.8  |
| 2014 FM72 | 60.1 | 34.4 | 76.6   | 24.1 | 6.2  |
| 2014 FF72 | 60.0 | 37.1 | 63.3   | 24.8 | 6.9  |
| 2003 QX113 | 60.0 | 36.7 | 62.1   | 22.5 | 4.7  |
| 2014 FL70 | 59.4 | 33.1 | 77.0   | 24.0 | 6.5  |
| 2015 KH162 | 59.3 | 41.5 | 82.8   | 21.6 | 3.9  |
| 2014 FH72 | 59.2 | 37.3 | 77.3   | 25.1 | 7.2  |
| بما في ذلك جميع الأجرام المعروفة الموجودة حاليا على الأقل ضعف مقدار بعد نبتون. للمزيد أنظر قائمة الأجرام وراء نبتونية. |      |      |        |      |      |

## الاكتشاف
اكتُشف غونغون من قبل علماء الفلك الأمريكيين ميغان شوامب ومايكل براون وديفيد رابينوفيتز في 17 يوليو 2007. كان هذا الاكتشاف جزءًا من مسح بالومار للنظام الشمسي البعيد، وهو مسح أجري لاكتشاف أجرام بعيدة في منطقة الكوكب القزم سيدنا، التي تبعد 50 وحدة فلكية عن الشمس، باستخدام تلسكوب صموئيل أوشين في مرصد بالومار بالقرب من سان دييغو، كاليفورنيا. صُمم المسح لاكتشاف تحركات الأجرام التي تبعد 1000 وحدة فلكية على الأقل عن الشمس. اكتشف شوامب غونغون من خلال مقارنة صور باستخدام تقنية المقارنة الوميضية. في صور الاكتشاف، بدا أن غونغون يتحرك ببطء، ما يشير إلى أنه جرم بعيد. كان هذا الاكتشاف جزءًا من أطروحة الدكتوراه لشوامب. في ذلك الوقت، كان شوامب طالب دراسات عليا تحت إشراف مايكل براون في معهد كاليفورنيا للتكنولوجيا.
أُعلِن عن اكتشاف غونغون رسميًا في منشور إلكتروني لمركز الكواكب الصغيرة في 7 يناير 2009. مُنح حينها الاسم المؤقت 2007 أوه آر 10 لأنه اكتُشف خلال النصف الثاني من يوليو 2007. يشير الحرف والرقم الأخير إلى أنه الجرم 267 الذي اكتُشف خلال النصف الأخير من شهر يوليو. اعتبارًا من أبريل 2017، رُصد غونغون 230 مرة خلال 13 مقابلة فلكية، وتم التعرف عليه في صورتين سابقتين لاكتشافه، وقد التُقطت أقدم صورة له بواسطة مرصد لا سيلا في 19 أغسطس 1985.

## المدار
يدور غونغون حول الشمس على بعد مسافة متوسطة تساوي 67.5 وحدة فلكية (10.010 مليار كيلومتر، 6.27 مليار ميل)، ويكمل دورة كاملة حول الشمس كل 554 عامًا. يميل مدار غونغون بشدة بالنسبة لمسار الشمس، إذ يساوي ميله المداري 30.7 درجة. كما يتمتع باختلاف مركزي كبير للغاية، يساوي 0.5.  نظرًا لمداره المختلف مركزيًا للغاية، يتراوح بعد غونغون عن الشمس بدرجة كبيرة أثناء دورانه، إذ يتراوح بعده بين 101.2 وحدة فلكية (15.14 مليار كيلومتر، 9.41 مليار ميل)، عند نقطة الأوج، أبعد نقطة عن الشمس، و33.7 وحدة فلكية (5.04 مليار كيلومتر، 3.13 مليار ميل) عند نقطة الحضيض، أقرب نقطة من الشمس. وصل غونغون إلى نقطة الحضيض في عام 1857، وهو يتحرك حاليًا مبتعدًا عن الشمس باتجاه نقطة الأوج.
تُعتبر قيم فترة وميل واختلاف مدار غونغون المركزي متطرفةً مقارنةً بالأجرام الكبيرة الأخرى في النظام الشمسي. من بين الكواكب القزمة المحتملة، تعد فترة غونغون المدارية ثالث أطول فترة، إذ تبلغ 554 عامًا مقارنة بـ 558 عامًا لإيريس و11400 سنة لسيدنا. ويعد ميله المداري ثاني أعلى ميل، إذ يميل بزاوية 31 درجة، بعد إيريس الذي يميل بزاوية 44 درجة، ويُعد اختلافه المركزي، 0.50، ثاني أعلى اختلاف مركزي، بعد سيدنا الذي يساوي اختلافه المركزي 0.84.
وفقًا لتصنيف مركز الكواكب الصغيرة، يعتبر غونغون جرمًا من أجرام القرص المتفرق بسبب بعده واختلافه المركزي. فقًا للمسح البروجي العميق، يتمتع غونغون بصدى مداري بنسبة 3:10 مع نبتون؛ ما يعني أنه يكمل ثلاث دورات حول الشمس لكل عشرة دورات لنبتون.
اعتبارًا من عام 2021، يبعد غونغون 89 وحدة فلكية تقريبًا (13.3 مليار كيلومتر، 8.3 مليار ميل) عن الشمس ويتحرك مبتعدًا بسرعة 1.1 كيلومتر في الثانية (2500 ميل في الساعة). إنه ثامن أبعد جرم معروف في النظام الشمسي بعد 2014 يو زي 224 (89.6 وحدة فلكية) و2015 تي إتش 367 (90.3 وحدة فلكية) وإيريس (95.9 وحدة فلكية) و2020 إف إيه 31 (97.2 وحدة فلكية) و2020 إف واي (99 وحدة فلكية) و2018 في جي 18 (123.5 وحدة فلكية) و2018 إيه جي 37 (132 وحدة فلكية تقريبًا). غونغون أبعد من سيدنا، الذي يبعد 84.3 وحدة فكلية عن الشمس اعتبارًا من عام 2021. وصل غونغون إلى مسافة أبعد من سيدنا في عام 2013، وسوف يتجاوز إيريس بحلول عام 2045.  سوف يصل غونغون إلى نقطة الأوج بحلول عام 2134.
|  |  |  |

## مرتبة كوكب قزم
استنادا إلى أحدث تقديرات الحجم اعتبارا من مايو 2016، سيكون غونغون ثالث أكبر كوكب قزم، بعد بلوتو وإريس، وقبل ماكيماك، وهوميا، وسيريس،. ولم يتناول الاتحاد الفلكي الدولي إمكانية قبول كواكب قزمة إضافية منذ أن أعلن عن اكتشاف غونغون. يقول براون أنه «يجب أن يكون كوكبا قزم حتى لو كان صخريا في الغالب»، ويعتقد سكوت شيبارد وزملاؤه أنه من المرجح أن يكون كوكبًا قزم على أساس الحد الأدنى لقطره المتوقع (552 كم) وما يفهم من شروط التوازن الهيدروستاتيكي في الأجسام الصخرية الجليدية.
غونغون بعيد جدًا ليتم إثبات مقدار قطره بشكل مباشر؛ وتستند تقدير براون عند 1,000-1,500 كم على حساب البياض الذي هو الأنسب لنوعه، الذي يتفق مع قطر قدره 1280±210 كـم الذي حددته عمليات رصد مرصد هيرشل الفضائي.

## قمر

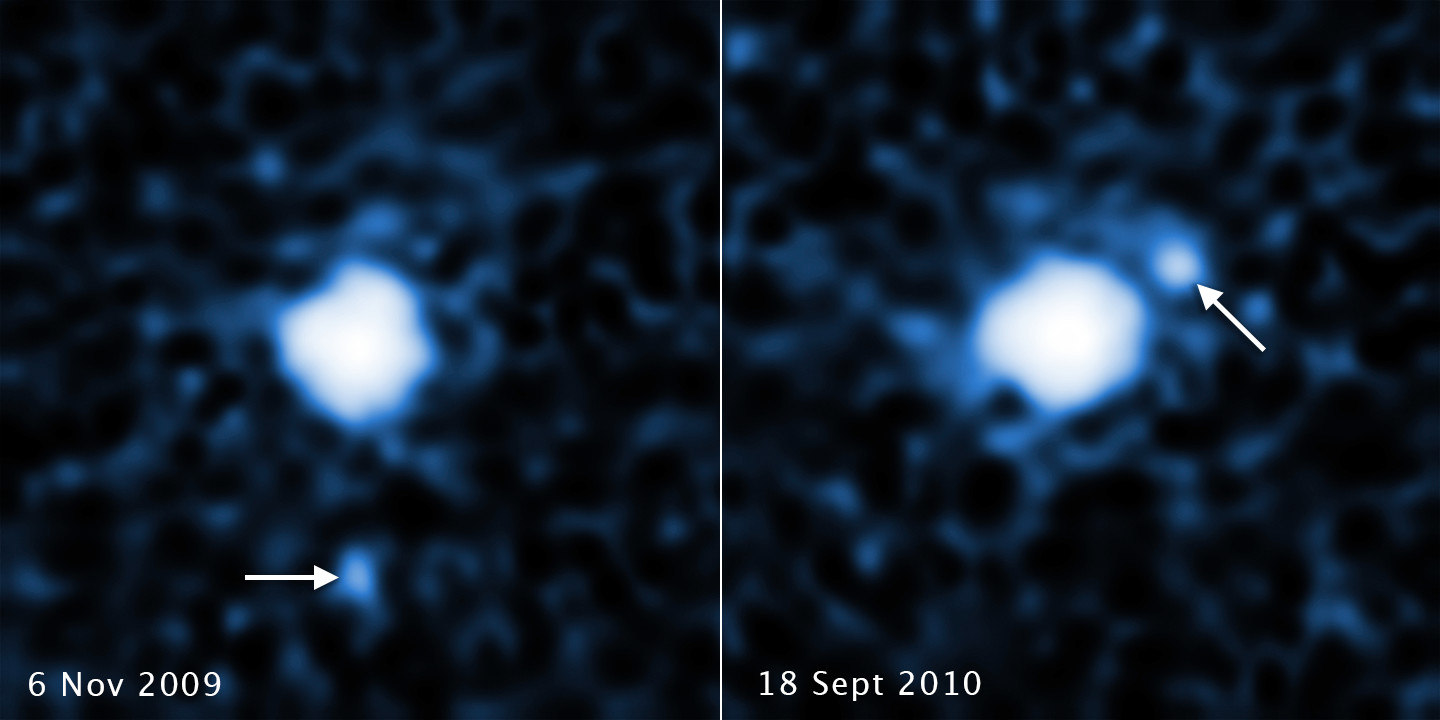
صورتين من مرصد هابل يفصل بين وقت إلتقاطها سنة لقمر غونغون.

أدى معدل دوران غونغون البطيء، بالمقارنة مع الأجرام وراء نبتونية الأخرى، إلى زيادة احتمال وجود قمر يبطئ الدوران عبر التبديد المدي. في عام 2016، كشف تحليل صور هابل للكويكب تم إلتقاطها في عام 2010 عن قمر يبلغ قطره 300 كم ويدور على مسافة لا تقل عن 15000 كم. وقد تم الإعلان عنه في الاجتماع الثامن والأربعون لشعبة علوم الكواكب في 17 أكتوبر 2016. وأكدت المزيد من التحليل في مايو 2017 وجود هذا القمر.
ومن المرجح أن القمر ربما يكون صغيرًا جدًا ومظلما ليؤثر على الحجم غونغون المقدر.
 اسم القمر هو شيانليو (Xiangliu).

## وصلة خارجية
- غونغون (كوكب قزم) في قاعدة بيانات مختبر الدفع النفاث لأجرام النظام الشمسي الصغيرة

- الاكتشاف · مخطط المدار ·  العناصر المدارية · المعلمات المادية